# San-Gavino-di-Carbini
San-Gavino-di-Carbini là một xã của tỉnh Corse-du-Sud, thuộc vùng Corse, trên đảo Corse ở Pháp.